# John Odie
John Odie (ur. 1964 w Kericho) – kenijski piłkarz grający na pozycji napastnika. W swojej karierze rozegrał 6 meczów i strzelił 1 gola w reprezentacji Kenii.

## Kariera klubowa
Swoją karierę piłkarską Odie rozpoczął w klubie Re-Union FC, w którym zadebiutował w 1982 roku. W 1992 roku przeszedł do AFC Leopards. W 1992 roku został z nim mistrzem kraju. Grał w nim do 1993 roku.

## Kariera reprezentacyjna
W reprezentacji Kenii Odie zadebiutował 5 grudnia 1989 roku w wygranym 2:1 meczu Pucharu CECAFA 1989 z Tanzanią, rozegranym w Nairobi. W 1990 roku został powołany do kadry na Puchar Narodów Afryki 1990. Na tym turnieju rozegrał dwa mecze grupowe: z Zambią (0:1) i z Kamerunem (0:2). W kadrze narodowej od 1989 do 1993 wystąpił 6 razy i strzelił 1 gola.